# Zealandicesa tararua
Zealandicesa tararua är en tvåvingeart som beskrevs av Sinclair 1997. Zealandicesa tararua ingår i släktet Zealandicesa och familjen Brachystomatidae. Inga underarter finns listade i Catalogue of Life.